# Castelnovo Bariano
Castelnovo Bariano település Olaszországban, Veneto régióban, Rovigo megyében. Lakosainak száma 2595 fő (2023. január 1.). Castelnovo Bariano Bergantino, Borgocarbonara, Castelmassa, Ceneselli, Giacciano con Baruchella, Legnago, Sermide e Felonica és Villa Bartolomea községekkel határos.

## Népesség
A település lakossága az elmúlt években az alábbi módon változott:
| Lakosok száma | 2739 | 2710 | 2595 |
|               | 2017 | 2018 | 2023 |